# Municipio de Armiansk
El municipio de Armiansk (en ruso: Армянский городской совет, en ucraniano: Армянська міська рада, en tártaro de Crimea: Ermeni Bazar şeer şurası) es un municipio de Ucrania perteneciente a la República Autónoma de Crimea. Es una de las 25 regiones de la República Autónoma de Crimea. Se encuentra ubicada en el extremo norte de Crimea, en el istmo de Perekop, haciendo frontera al norte con el óblast de Jerson. Su centro administrativo es la ciudad de Armiansk.

## Municipio y localidades
El municipio de Armiansk es de las regiones administrativas más pequeñas de la República de Crimea. Aun así el municipio cuenta con 4 ciudades, entre las que están:
- Armiansk
- Perekop
- Suvórove
- Volóshine